# 아그니미트라
아그니미트라(산스크리트어: अग्निमित्रः, 기원전 149년 ~ 기원전 141년)는 숭가 제국의 2대 황제이다. 그는 기원전 149년에 아버지 푸시야미트라 황제의 뒤를 이어 제위에 올랐다. 바유 푸라나와 브라흐만다 푸라나는 그의 재위 기간을 8년으로 비정했다.

## 조상과 초기 생애
칼리다사의 말라비카그니미트라(제4막 14절)에 따르면 아그니미트라는 브라만 바임비카 가문에 속했다고 하며, 푸라나에서도 그를 숭가 가문으로 언급한다. 말라비카그니미트라는 그가 아버지의 통치 기간 동안 비디샤에서 곱트리(부왕)를 지냈다는 것을 알려준다.
연극 말라비카그니미트라는 다리니(Dharini, 4대 숭가 황제 바수미트라의 어머니), 이라바티(Iravati), 말라비카(Malavika, 비다르바의 공주) 등 그의 왕비들의 이름을 알려준다.

## 군사 원정

### 비다르바 정복
말라비카그니미트라(1막 6-8절과 5막 13-14절)에 따르면, 아그니미트라가 비디샤의 총독으로 재임하던 시기(기원전 175년에서 150년 사이), 숭가와 이웃한 비다르바 왕국 사이에 전쟁이 발발했다고 한다. 숭가가 등장하기 전, 비다르바는 마우리아 제국으로부터 독립한 상태였고, 그의 매형 야즈나세나를 대신으로 내세웠다. 야즈나세나의 사촌인 마다바세나는 그의 사촌을 타도하기 위해 아그니미트라의 도움을 구했지만, 비다르바 국경을 넘던 중 붙잡혀 투옥되었다.
아그니미트라는 마다바세나의 석방을 요구했고, 그 대가로 야즈나세나는 앞서 아그니미트라에게 붙잡혔던 전 마우리아 총독의 석방을 요구했다. 대신 아그니미트라는 군대를 보내 비다르바를 침공했다. 야즈나세나는 패배하고 비다르바를 마다바세나와 나누어야 했고, 두 사촌 모두 숭가 통치자들의 종주권을 인정했다.

## 계승
아그니미트라는 기원전 149년에 아버지 푸시야미트라의 뒤를 이어 8년 동안 통치했다. 그의 통치는 기원전 141년에 끝났고, 그의 아들 바수지예슈타(마츠야 푸라나에 따르면) 또는 수지예슈타(바유 푸라나, 브라흐만다 푸라나, 비슈누 푸라나, 바가바타 푸라나에 따르면)가 그 뒤를 이었다.

## 추가 읽기
- Indigenous States of Northern India (Circa 200 BC to 320 AD) by Bela Lahiri, University of Calcutta,1974.